# 斯氏沙群海葵
斯氏沙群海葵（学名：Palythoa stephensoni）为鞘群海葵科沙群海葵属的动物。分布于澳大利亚、越南以及南海西沙群岛、南沙群岛等。